# Maublancomyces gigas
Gyromitre géant, Fausse morille géante
Espèce
Maublancomyces gigas, jusqu'à peu Gyromitra gigas, le Gyromitre géant ou Fausse-morille géante, est un champignon de la division des ascomycètes (Ascomycota) du genre Maublancomyces. Il est interdit à la vente en France.

## Taxonomie
L'espèce a d'abord été décrite par Paulet vers 1808 puis scientifiquement par Julius Vincenz von Krombholz sous le nom d'Helvella gigas en 1834.

### Synonymes
Maublancomyces gigas a pour synonymes :
- Discina gigas
- Helvella gigas
- Gyromitra gigas
- Neogyromitra gigas
- Gyromitra curtipes
- Helvella curtipes
- Maublancomyces curtipes
- Gyromitra gigas var. pumila

### Noms vernaculaires
Gyromitra gigas est un champignon fréquemment appelé "fausse morille" ou "fausse morille géante",, du fait de sa ressemblance avec la vraie morille.

## Description du sporophore
Son chapeau est cérébriforme, sans lobes distincts, de couleur ochracée à fauve roux. Il peut atteindre 20 cm de haut sur 13 cm de large. Il noircit lorsque séché par le vent.
Le pied souvent difforme et épais, de couleur pâle. Cylindrique et peu élevé, ce pied est large, tortueux, creux, de consistance un peu caoutchouteuse, mesurant 3 à 8 cm de haut comme de large, il est toujours plus court que le chapeau, de couleur blanchâtre.
Sa chair est concolore à celle du pied, mince et fragile, cassante. Son odeur est faiblement fruitée à la coupe, de savon après la cuisson. Sa saveur est douce, discrète.

### Caractéristiques microscopiques
Ses spores sont brunes. Elles ont une forme ellipsoïdale ou légèrement allongée en poire. La surface des spores est lisse sans ornementation particulière. La taille des spores est de 27 à 32 µm de longueur et 12 à 13 µm de largeur.

## Galerie

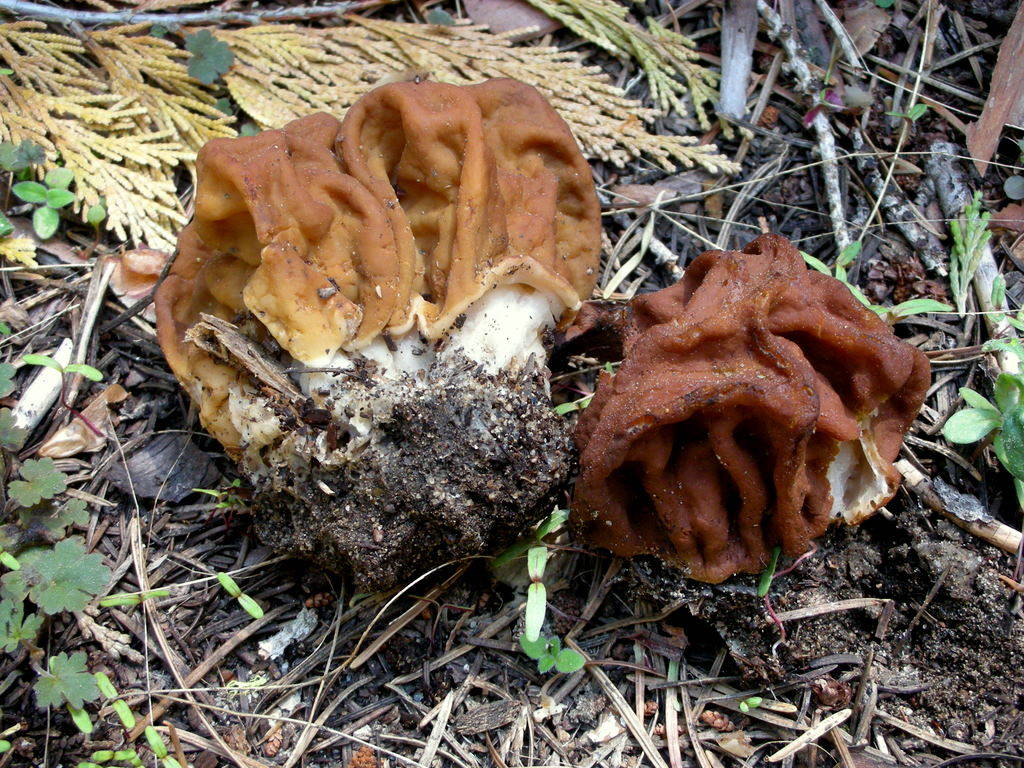
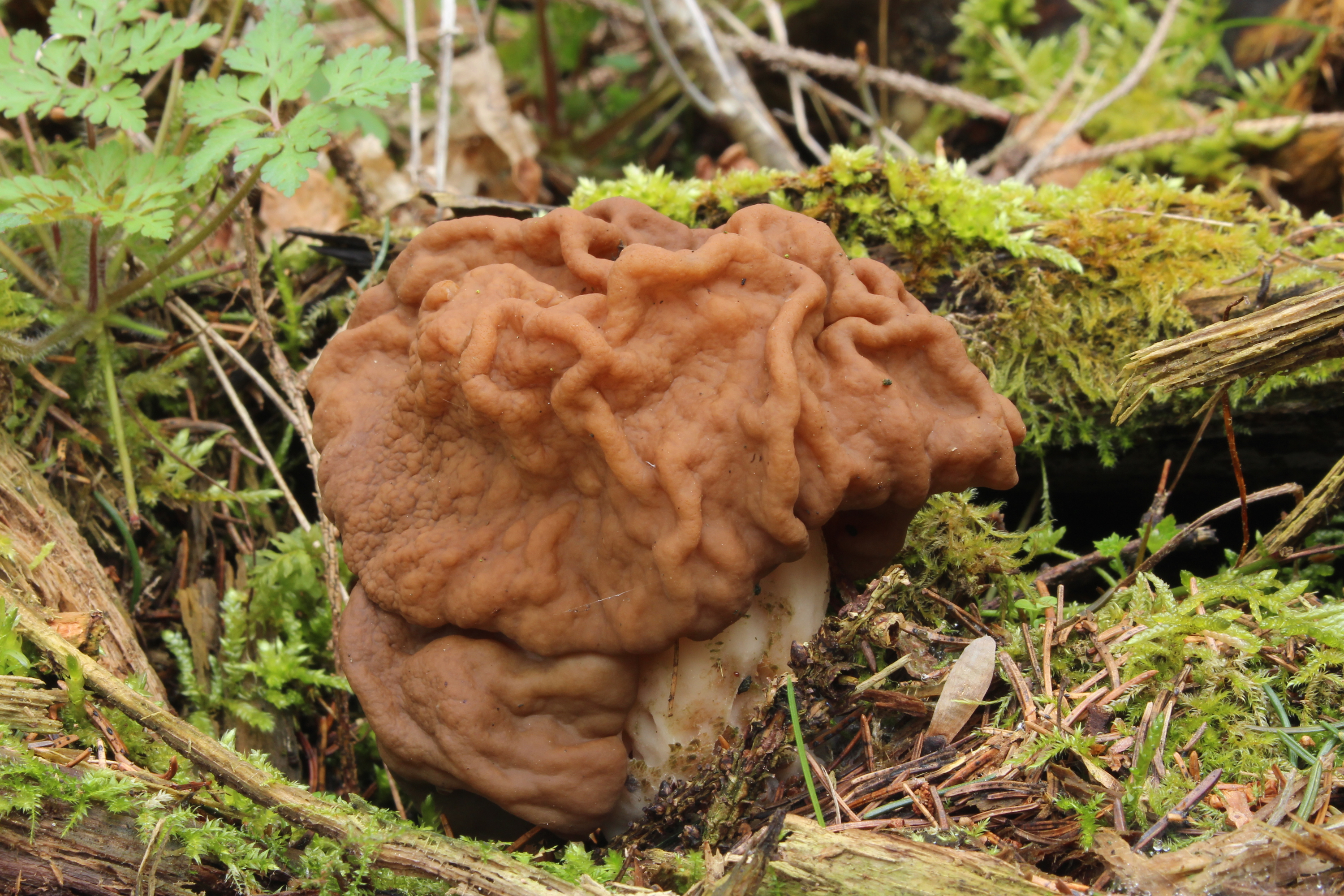
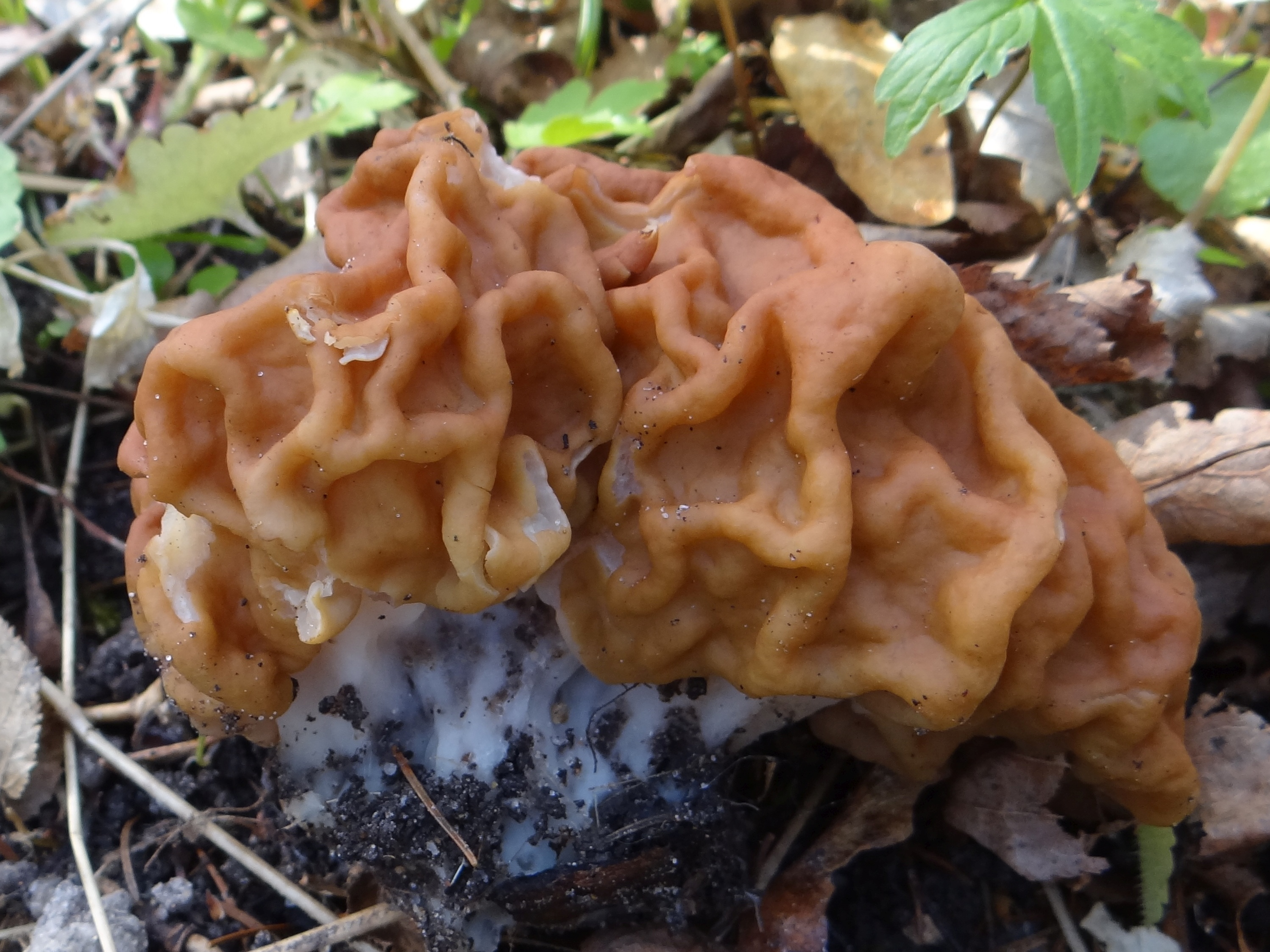
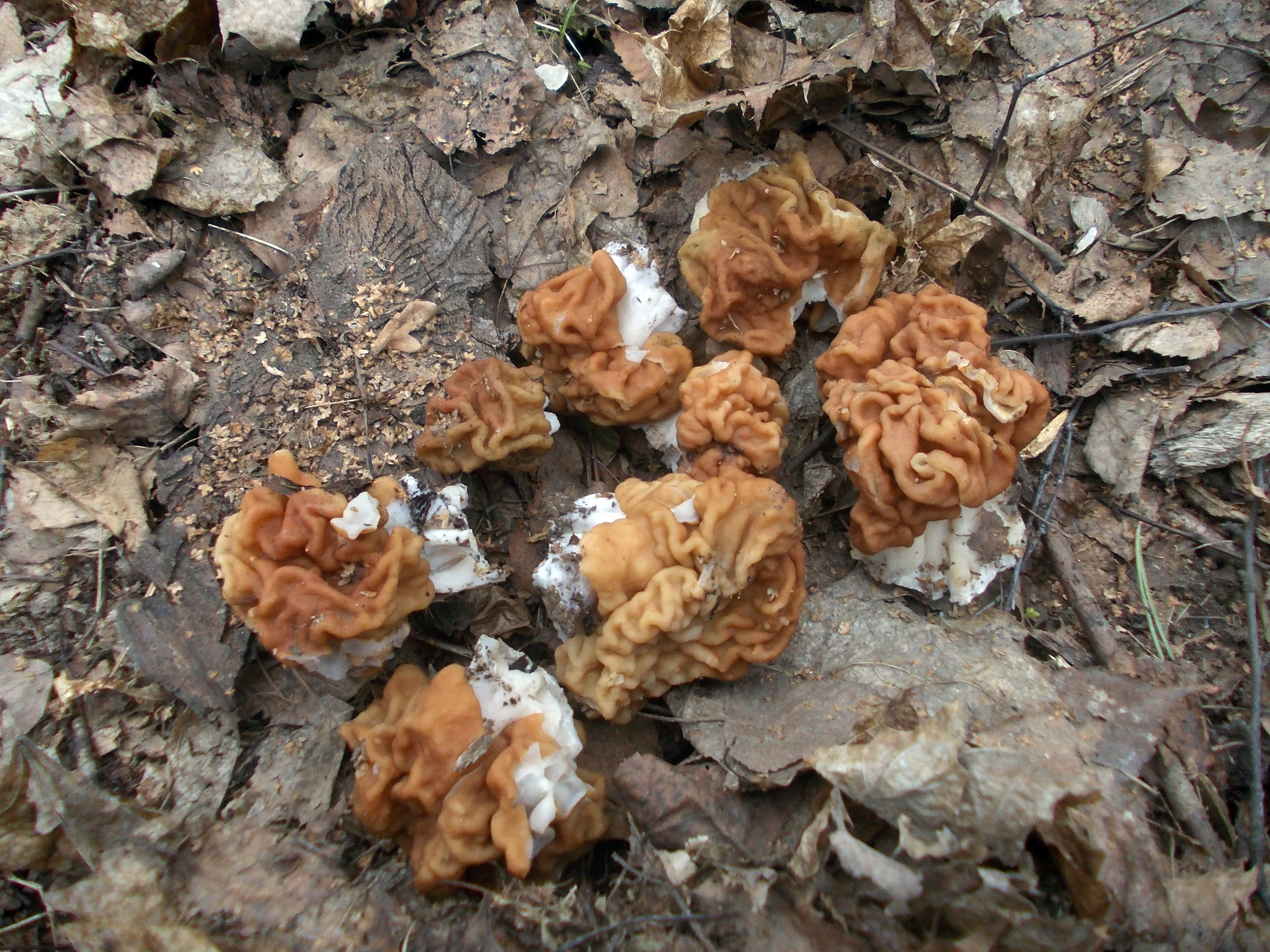
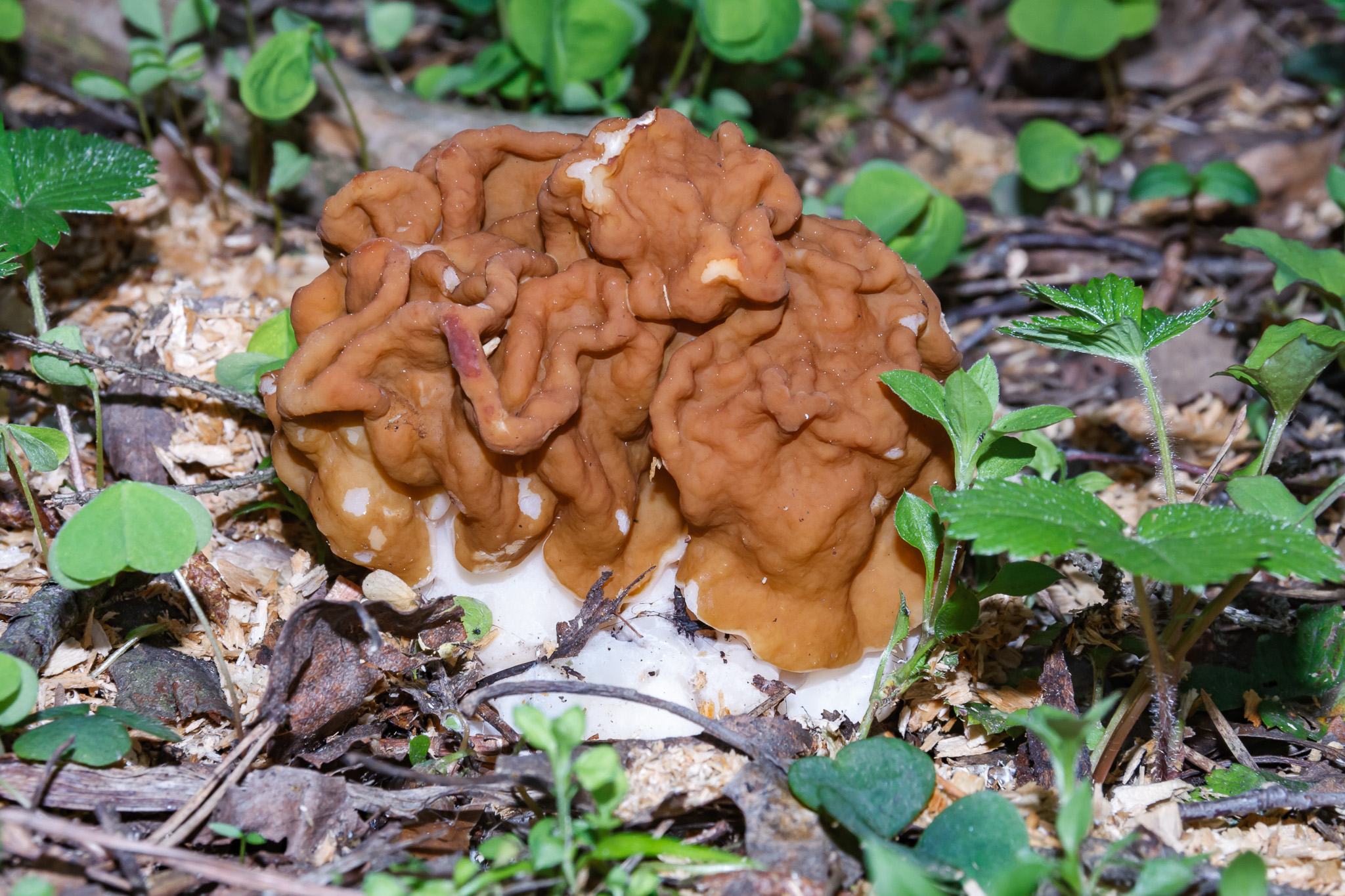
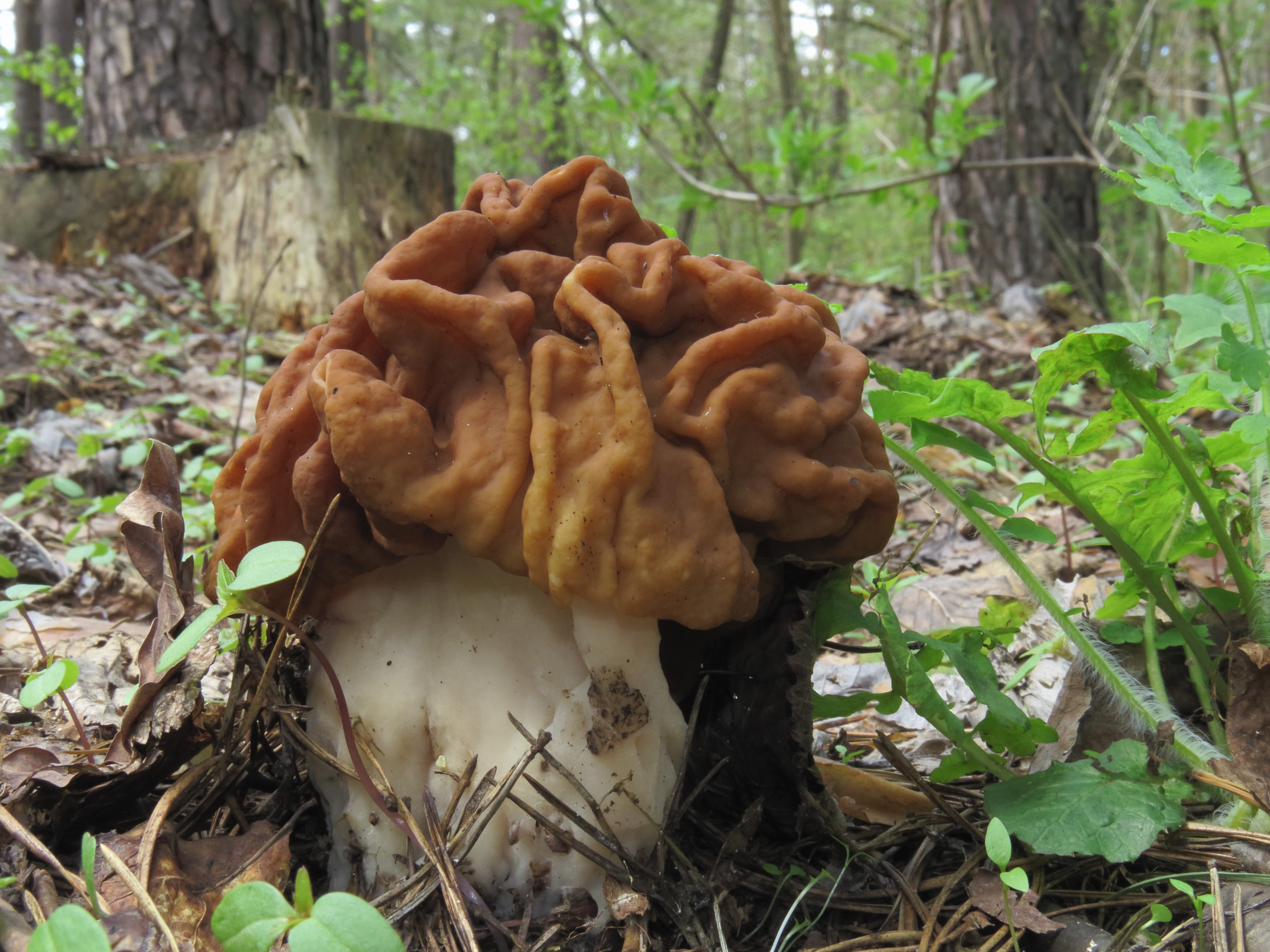
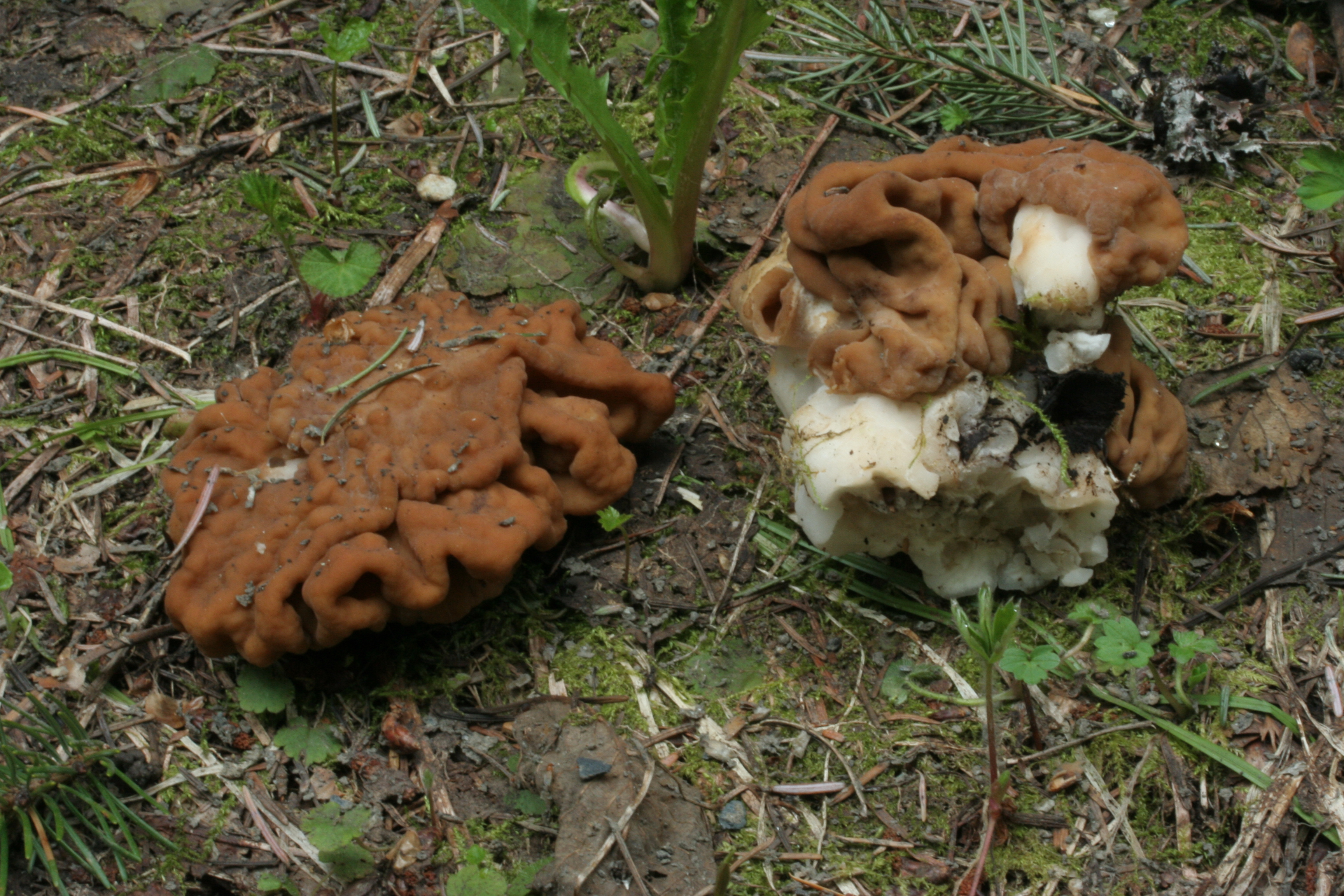
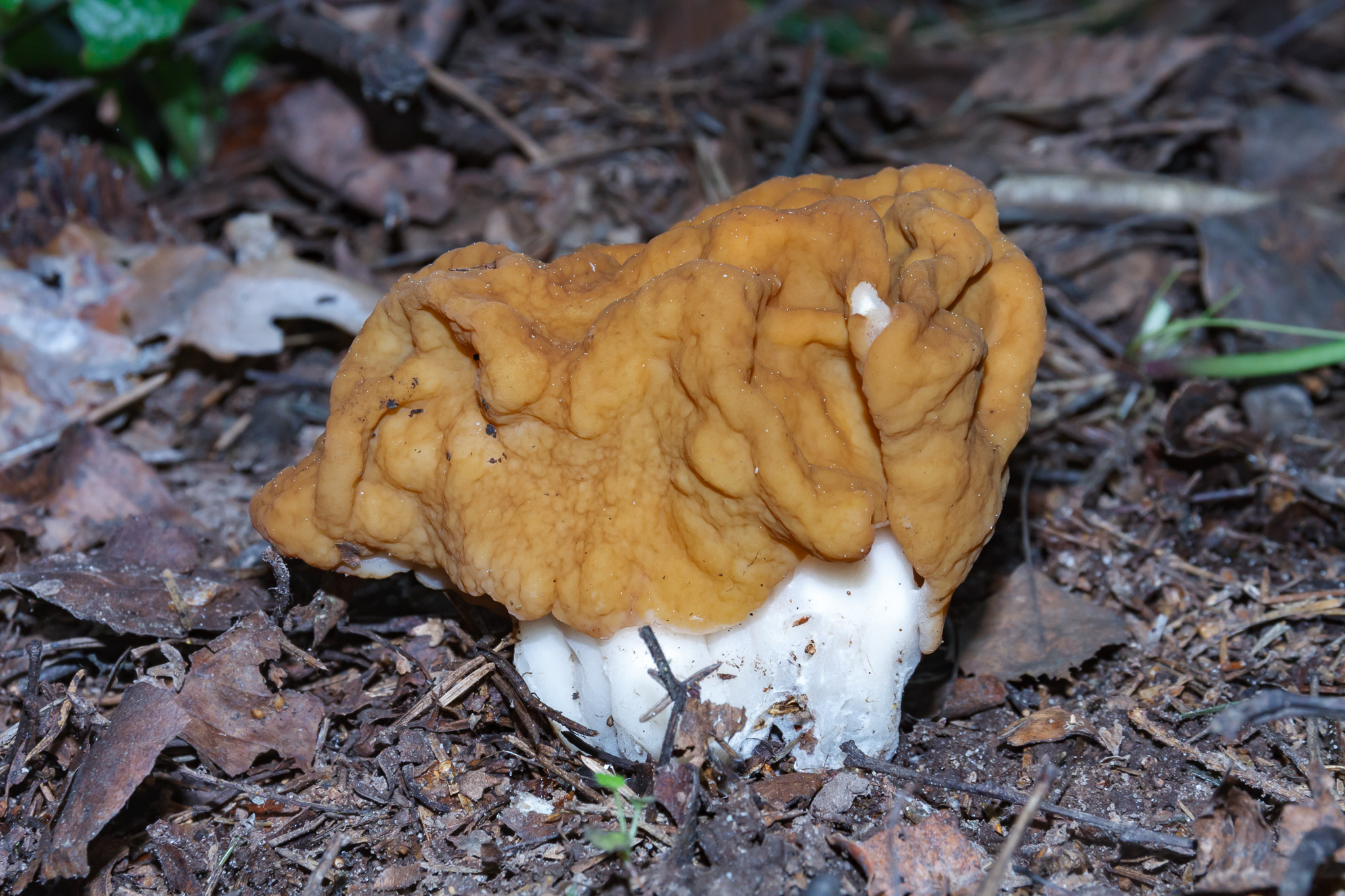
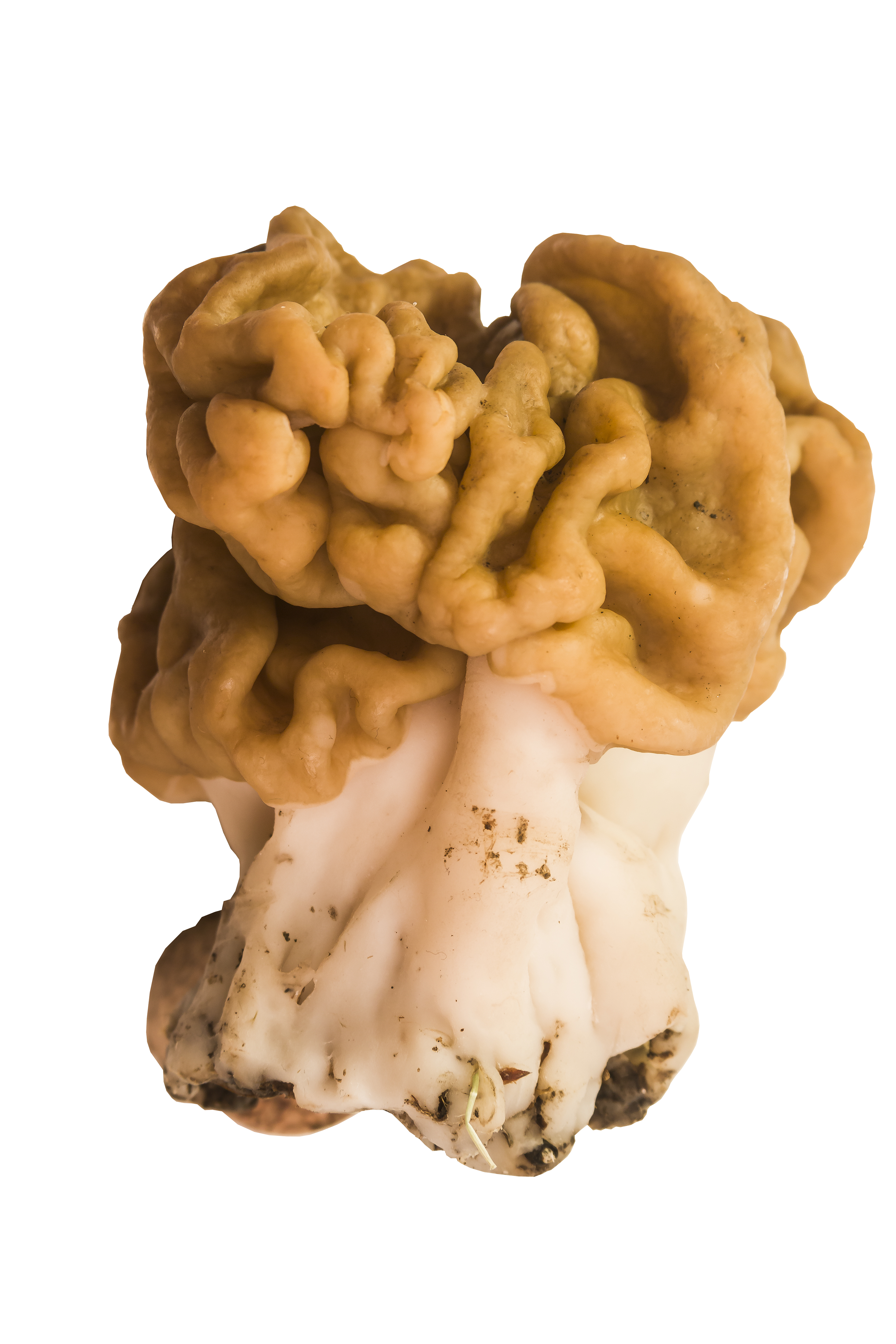
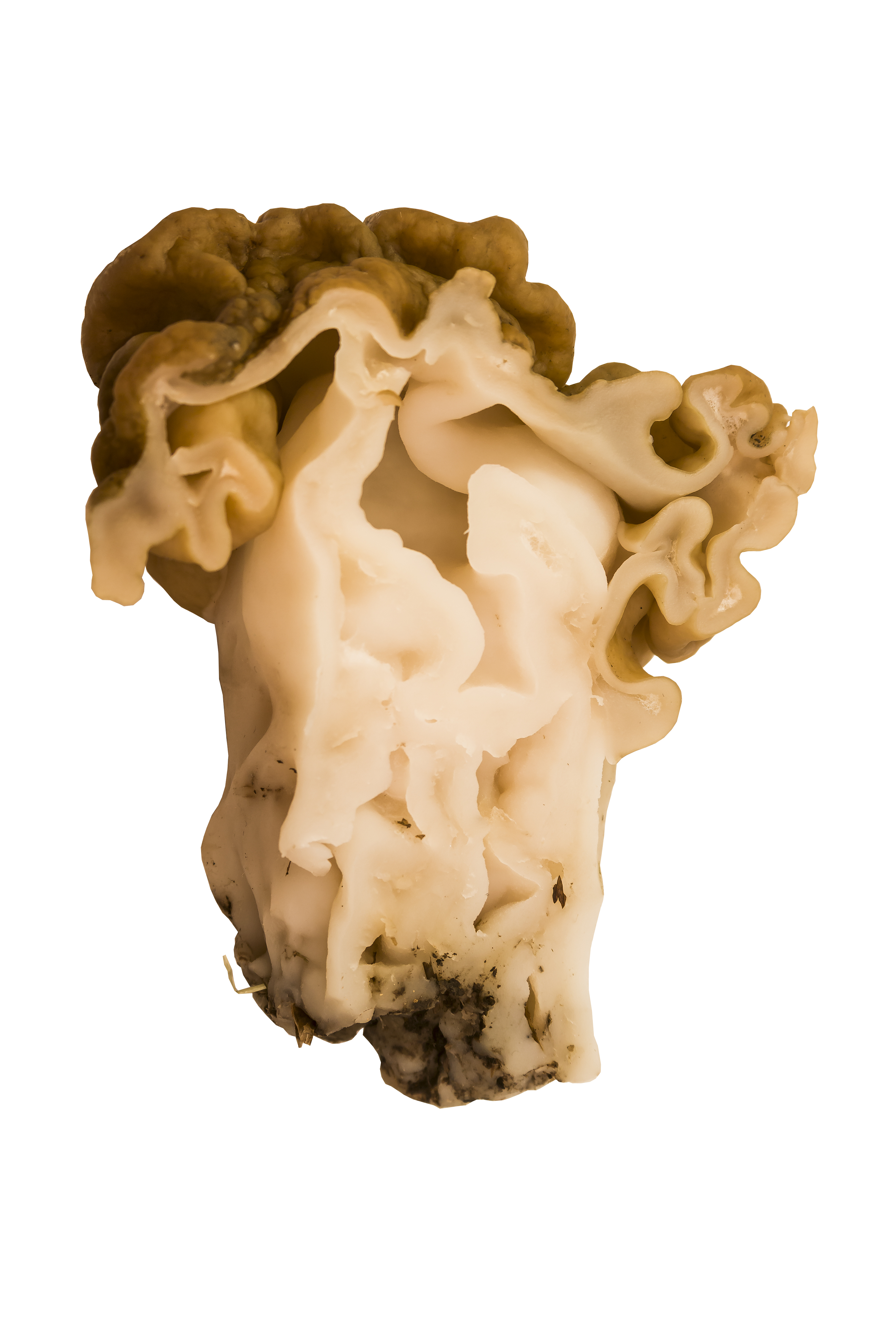

## Habitat et distribution
Il pousse d'avril à juin, surtout sur sols sableux sous conifères mais aussi en bords de chemins, talus, bords de ruisseaux, clairières, forêts de conifères et de feuillus, principalement dans les massifs montagneux, surtout à partir de 500 mètres d'altitude, on le retrouve également au pied de souches de conifères pourrissantes et de bois mort, il est beaucoup plus rare sous feuillus,.

## Comestibilité
Le Gyromitre géant est classé toxique en France et interdit à la vente sur le territoire depuis 1991, en conséquence d'incidents l'ayant incriminé, et de la présence suspectée de gyromitrine chez lui, substance qui peut provoquer à court terme le syndrome gyromitrien. Ce syndrome provoque d'abord des nausées, vomissements et diarrhée associée à des douleurs intestinales, puis, des troubles neurologiques, grande fatigue associée à des vertiges, convulsions, troubles hépatiques, fortes douleurs secondaires et mort des cellules hépatiques. Des troubles rénaux peuvent également apparaitre en particulier une insuffisance rénale. Sur le long terme, par accumulation, la gyromitrine est théorisée favoriser des cancers ou des maladies neuronales dégénératives comme la sclérose latérale amyotrophique (SLA) la "maladie de Charcot",.
Concernant le fait que M. gigas contienne ou pas de la gyromitrine, Viernstein et al. (1980) ont détecté de petites quantités de gyromitrine dans deux des trois spécimens européens de M. gigas (0,05 et 0,74 mg/kg de spécimen frais, environ 1500 fois moins par rapport à G. esculenta). Dans une étude de 2024, quatre spécimens séchés de M. gigas d'Allemagne furent analysés et la gyromitrine ne fut détectée dans aucun d'entre eux. Bien qu'il soit consommé traditionnellement dans certains pays d'Europe de l'Est et du Nord après ébullition recommandée et qu'aucune victime prouvée n'ait été attribuée à sa consommation, en tant que producteur potentiel supposé de gyromitrine, il est déconseillé de consommer M. gigas,,.
Le Gyromitre géant a été incriminé à tort concernant l'affaire du cluster de cas de sclérose latérale amyotrophique dans un village des Alpes entre 1990 et 2018 de l'étude de 2021 de Lagrange et al, incrimination incorrecte largement reprise par les médias,,,, ajoutant à la confusion. En effet, les spécimens identifiées étaient des mélanges séchés ou congelés de différentes espèces peu identifiables de Gyromitra s.l., Verpa sp et Morchella sp. et d'autres espèces de Gyromitra non identifiées furent également trouvées stockées dans les maisons des résidents. Après analyse dans une étude plus récente (2024), les spécimens en question furent révélés être Gyromitra esculenta et Gyromitra venenata, et non M. gigas comme indiqué initialement par Lagrange et al. Les habitants rapportaient également cuisiner les champignons sans méthodes de cuisson particulière ou même sans cuisson prolongée, de durée pouvant être insuffisante même pour des Morilles,.

## Confusion possibles
En Europe, il ressemble plus ou moins au Gyromitre commun (Gyromitra esculenta) et au Gyromitre fastigié (Neogyromitra grandis). Il existe également le Gyromitre du Tessin (Maublancomyces ticinianus) qui est extrêmement ressemblant mais qui vient sous feuillus et qui serait un peu plus mince.
Une espèce similaire et directement apparentée mais plus petite, Gyromitra montana, est présente en Amérique du Nord, traditionnellement consommée ; la principale différence entre les deux réside dans les plus petites spores qu'aurait G. gigas.